# Lillträsket (Norsjö socken, Västerbotten, 720980-166931)
Lillträsket är en sjö i Norsjö kommun i Västerbotten och ingår i Skellefteälvens huvudavrinningsområde. Sjön har en area på 0,578 kvadratkilometer och ligger 292,9 meter över havet. Sjön avvattnas av vattendraget Norsjöån (Holmträskån).

## Delavrinningsområde
Lillträsket ingår i det delavrinningsområde (720947-166808) som SMHI kallar för Utloppet av Lillträsket. Medelhöjden är 325 meter över havet och ytan är 5,05 kvadratkilometer. Räknas de 13 avrinningsområdena uppströms in blir den ackumulerade arean 281,73 kvadratkilometer. Norsjöån (Holmträskån) som avvattnar avrinningsområdet har biflödesordning 3, vilket innebär att vattnet flödar genom totalt 3 vattendrag innan det når havet efter 108 kilometer. Avrinningsområdet består mestadels av skog (82 procent). Avrinningsområdet har 0,55 kvadratkilometer vattenytor vilket ger det en sjöprocent på 10,9 procent.